# 神度剣
神度剣（かむどのつるぎ）は日本神話に登場する刀剣である。

## 概要
神度剣は阿遅鉏高日子根神（あぢすきたかひこね）が持っていた十束剣（とつかのつるぎ）のことである。
正式名を『古事記』では大量（おおはかり）、『日本書紀』では大葉刈と表記される。
別名として『古事記』では神度剣（かむどのつるぎ）、『日本書紀』では神戸剣とも表記される。

## 神話
葦原中国平定において、高天原の命を受けて葦原中国を訪れた天若日子（あめのわかひこ）は、8年たっても高天原に戻らず、
逆に高天原から派遣された雉を射殺してしまう。
雉を殺した天羽々矢は高天原まで届き、高木神が矢を投げ返すと、その矢にあたり天若日子は死んでしまった。
葦原中国では、天若日子の葬儀が行われることになった。天若日子の妻である下照姫命（したてるひめ）には、阿遅鉏高日子根神という弟がいた。
阿遅鉏高日子根神は天若日子の葬儀に参加したが、その時に「阿遅鉏高日子根神が天若日子にそっくりだった」ために、
天若日子の父である天津国玉神（あまつくにたま）から間違えられ、「天若日子は生きていた」と勘違いされてしまう。
死人（天若日子）と間違えられた阿遅鉏高日子根神は怒り、剣を抜いて喪屋を切り倒し、蹴り飛ばしてしまった。この時に使われた剣が大量であり、亦の名を神度剣とする。
其の持ちて切れる大刀の名は大量と謂い、またの名を神度剣と謂う。　－「古事記」より引用－